# Oybin
Oybin település Németországban, azon belül Szászország tartományban. Lakosainak száma 1273 fő (2023. december 31.). Oybin Jablonné v Podještědí és Krompach községekkel határos.

## Története
A településtörténete szorosan kapcsolódik az Oybin-hegyi várhoz. A várat először 1290-ben említik Moybin néven. 1291-ben Zittau városa elfoglalta és lerombolta az erődet. IV. Károly császár bővítette a kastélyt, és 1369-ben celesztin kolostort alapított ott. A kolostort a reformáció idején feloszlatták; a kolostor és a vár rombadőlt.
Egy keskeny nyomtávú vasút 1890-ben nyílt meg.

## A település részei
- Kurort Oybin
- Hain
- Luftkurort Lückendorf.

## Népesség
A település népességének változása:
| Lakosok száma | 1374 | 1374 | 1325 | 1300 | 1273 |
|               | 2017 | 2019 | 2021 | 2022 | 2023 |

## Képek

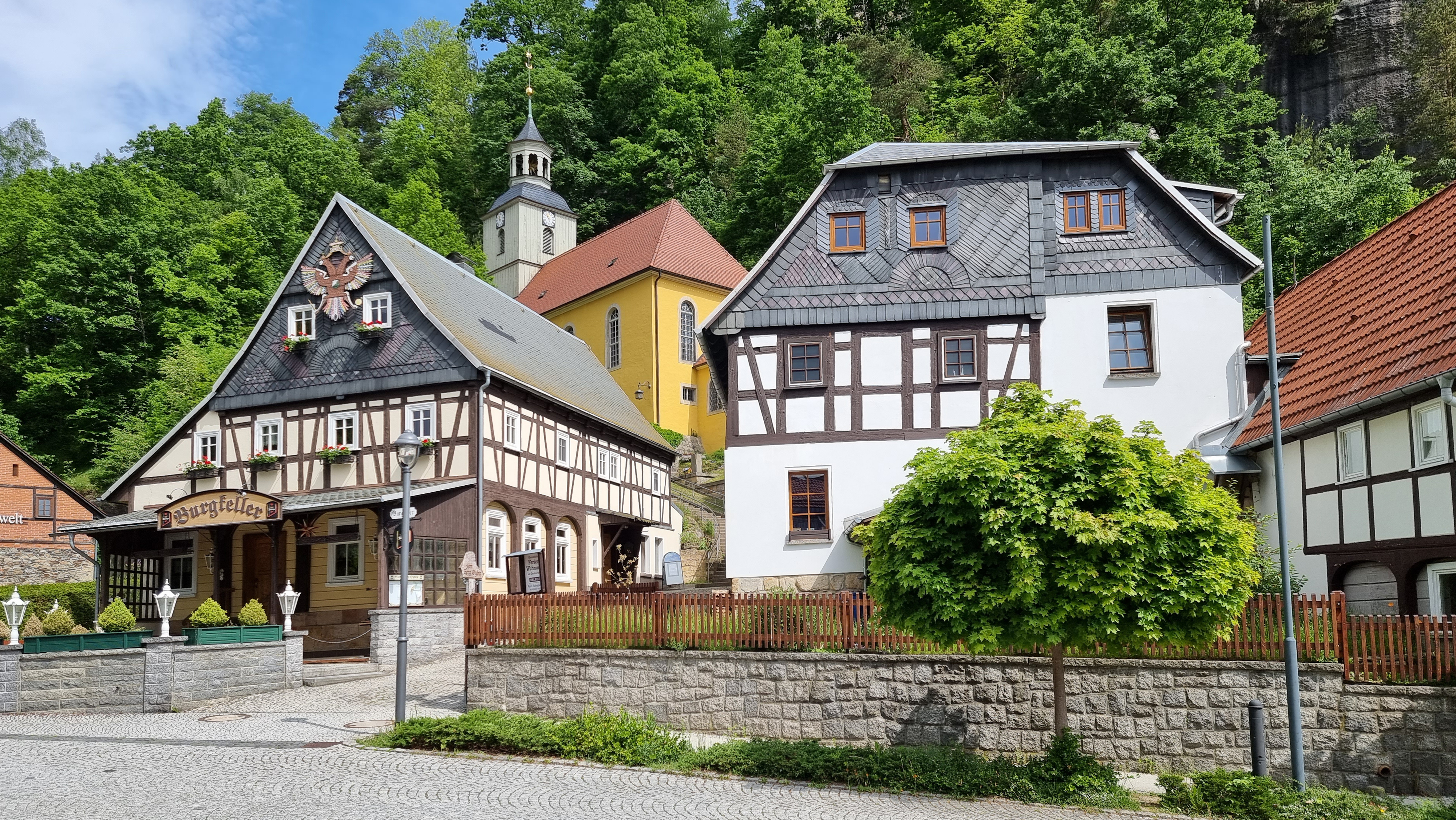
Oybin
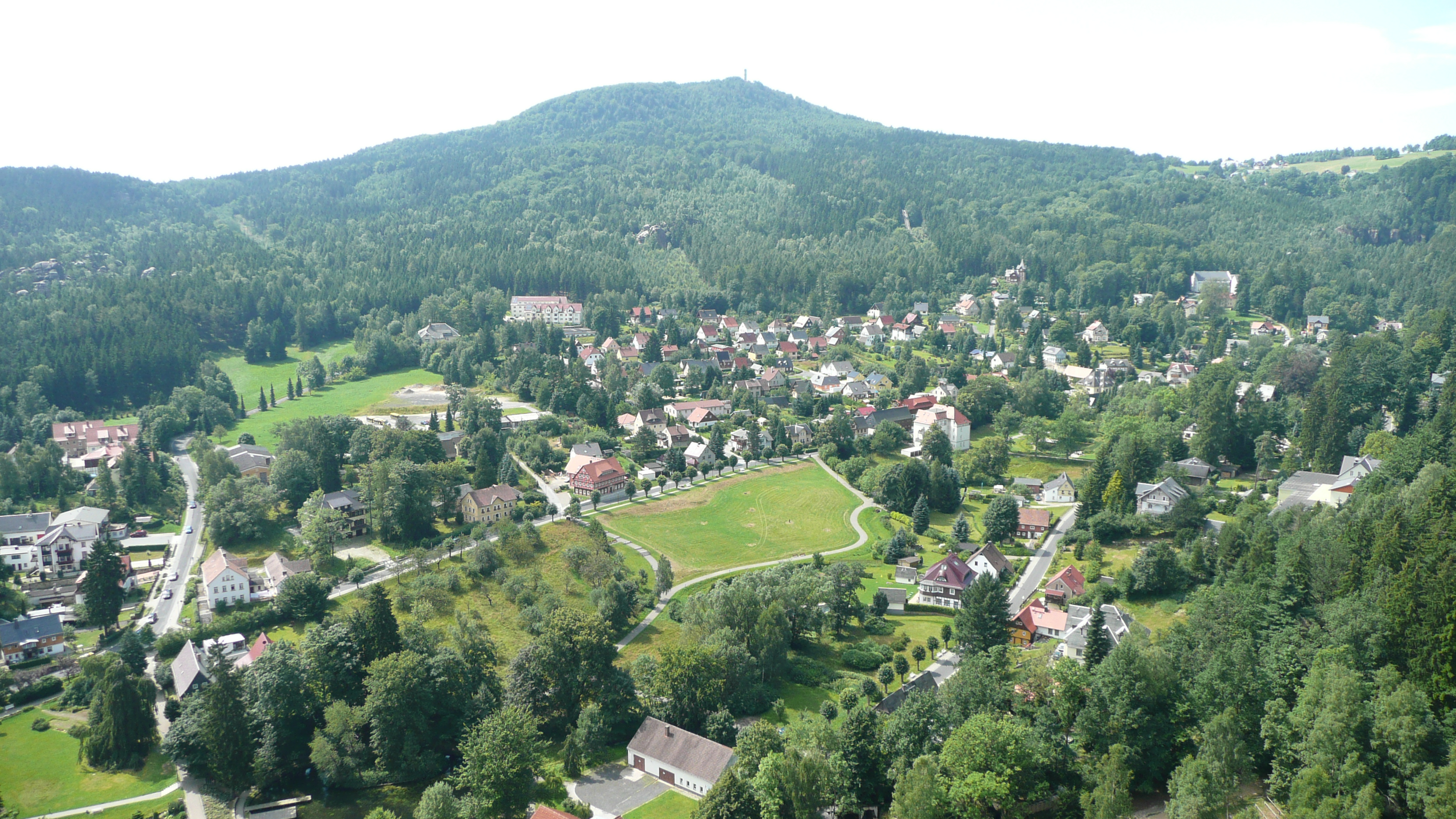
Oybin
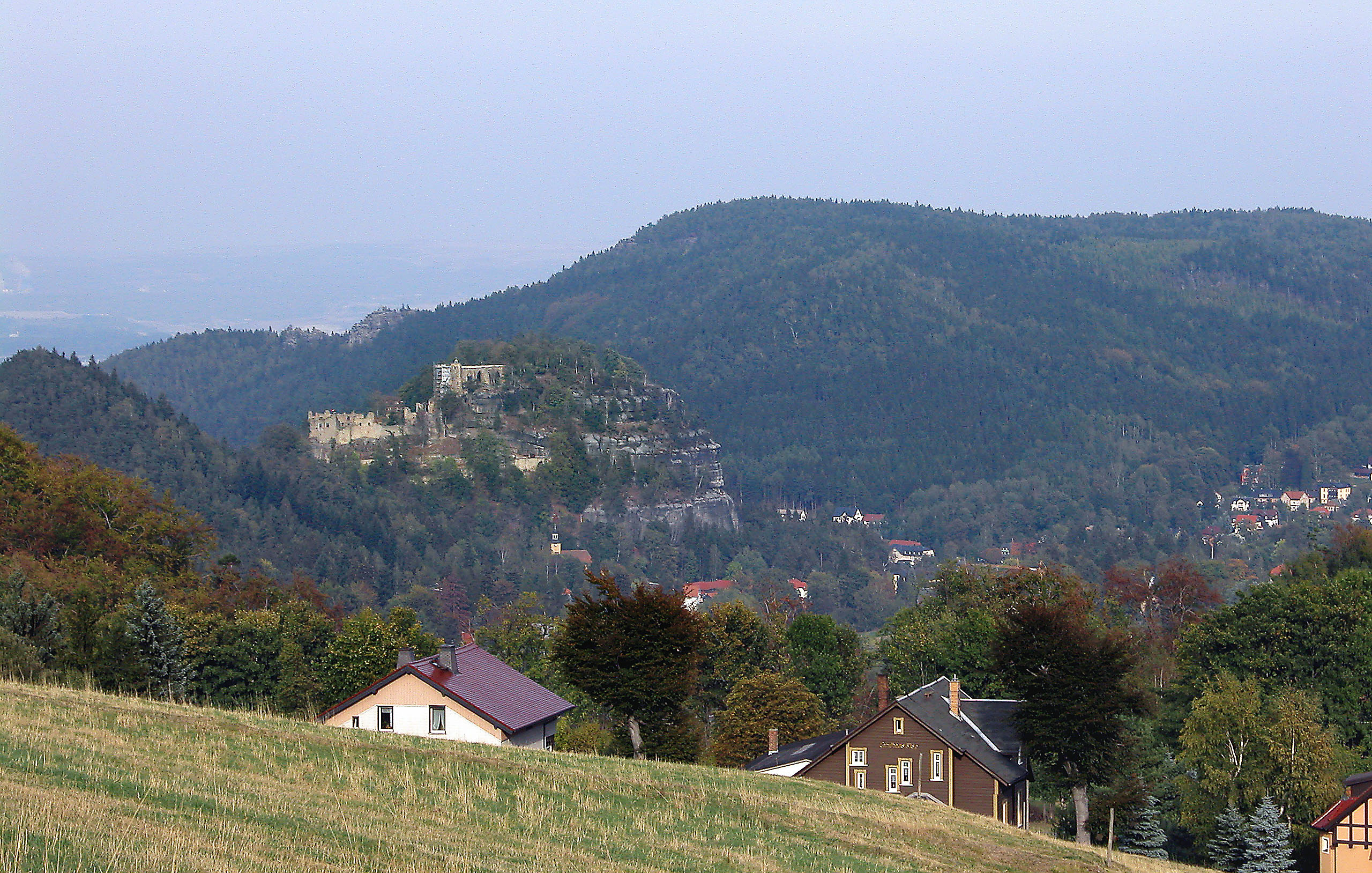
Az Oybin hegy a rommal
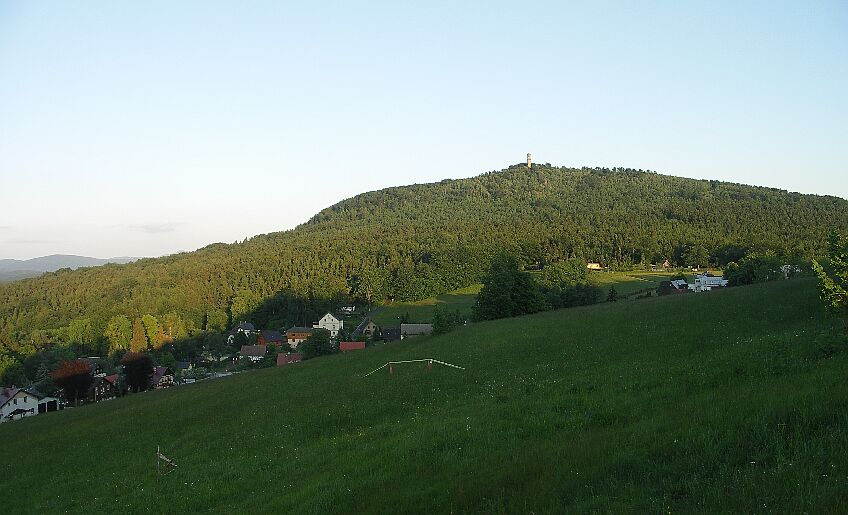
Hain
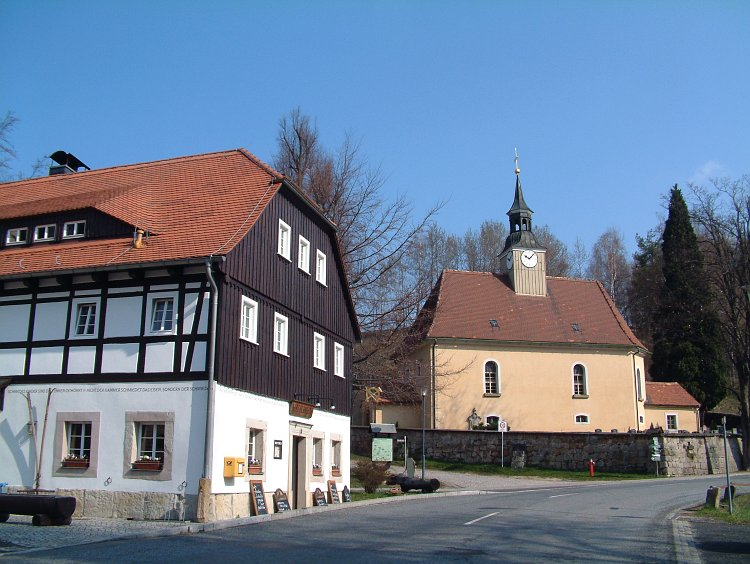
Lückendorf